# Монастир Содзі (Адаті)
Монастир Содзі або Со́дзі-дзі́ (яп. 總持寺, そうじじ, МФА: [soːd͡ʑi d͡ʑi], «монастир підтримування доброго вчення») — буддистський монастир в Японії.  Належить секті Сінґон.   Розташований за адресою: префектура Токіо, район Адаті, квартал Нісі-Арай 1-15-1. Монастирський титул — гора Ґоті.  Заснований 826 року. Головною святинею монастиря є статуя одиницятиликої Каннон, статуя Кукая. До цінних пам'яток належать бронзова статуя Дзао-ґонґен (національний скарб Японії), портрет Кукая (важлива культурна пам'ятка Японії), дзвін (важлива культурна пам'ятка Японії).
 Головний храм монастиря збудовано в 17 столітті. Він згорів 1966 року, але був відбудований 1971 року. В середньовіччі довкола монастиря існувало прихрамове поселення Нісі-Арай. Монастир вважався місцем зняття прокльонів, наговорів, хвороб.